# Saidou Khan
Pour les articles homonymes, voir Khan.
Saidou Khan (né le 5 décembre 1995) est un footballeur international gambien qui évolue au poste de milieu de terrain,.

## Biographie
Saidou Khan a grandi à Sanchaba en Gambie. Son père, militaire en mission de maintien de la paix au Liberia, a ensuite déménagé à Londres pour travailler comme agent de sécurité. Passionné de football depuis son enfance, il était un grand admirateur de Kaká et est surnommé "Kaka" en Gambie. Son père est décédé d'un cancer quand Khan avait 12 ans. Deux ans après, en 2010, Khan a déménagé en Angleterre.

## Carrière en club
Khan a commencé sa carrière dans le football non-ligue anglais avec des clubs tels que Tooting & Mitcham United, Dulwich Hamlet, Carshalton Athletic, Chipstead et Kingstonian,. Durant cette période, il a étudié à l'Université de l'Est de Londres et a travaillé à temps partiel dans un supermarché Lidl.
Il a ensuite évolué en National League South avec Maidstone United,,, puis en National League avec Dagenham & Redbridge en prêt. Khan a également effectué deux essais infructueux avec le club de Football League Milton Keynes Dons, ayant même envisagé d'arrêter le football après le second refus.
En juillet 2021, il signe un contrat de deux ans avec le club de National League Chesterfield,. En novembre 2021, il était le co-meilleur buteur du club cette saison-là. En janvier 2022, le club a refusé une offre de transfert pour Khan.
En juillet 2022, il rejoint le club de League Two Swindon Town pour un montant non divulgué.
En août 2024, il est prêté à Tranmere Rovers. Le 9 mai 2025, Swindon Town a annoncé que le joueur quitterait le club en juin, à l'expiration de son contrat.

## Carrière internationale
En mai 2023, Khan a été appelé pour la première fois en équipe nationale de Gambie pour le match de qualification à la Coupe d'Afrique des nations de football 2023 contre le Soudan du Sud,. Il a fait ses débuts avec la Gambie lors d'un match nul 1-1 contre Madagascar le 11 octobre 2024, dans le cadre des qualifications pour la Coupe d'Afrique des nations de football 2025.

## Statistiques de carrière
| Club                          | Saison         | Championnat                            | Championnat | Championnat | FA Cup | FA Cup | League Cup | League Cup | Autres | Autres | Total  | Total |
| Club                          | Saison         | Division                               | Matchs      | Buts        | Matchs | Buts   | Matchs     | Buts       | Matchs | Buts   | Matchs | Buts  |
| ----------------------------- | -------------- | -------------------------------------- | ----------- | ----------- | ------ | ------ | ---------- | ---------- | ------ | ------ | ------ | ----- |
| Tooting & Mitcham United FC   | 2014–2015      | Isthmian League Division One South     | 9           | 0           | 0      | 0      | —          | —          | 0      | 0      | 9      | 0     |
| Dulwich Hamlet FC             | 2015–2016      | Isthmian League Premier Division       | 0           | 0           | 0      | 0      | —          | —          | 1      | 0      | 1      | 0     |
| Carshalton Athletic FC (prêt) | 2015–2016      | Isthmian League Division One South     |             |             |        |        |            |            |        |        |        |       |
| Chipstead FC (prêt)           | 2015–2016      | Isthmian League Division One South     |             |             |        |        |            |            |        |        |        |       |
| Kingstonian                   | 2016–17        | Isthmian League Premier Division       | 14          | 0           | 0      | 0      | —          | —          | 1      | 0      | 15     | 0     |
| Chipstead                     | 2016–17        | Isthmian League Division One South     |             |             |        |        |            |            |        |        |        |       |
| Chipstead                     | 2017–18        | Isthmian League South Division         | 25          | 0           | 2      | 0      | —          | —          | 3      | 0      | 30     | 0     |
| Chipstead                     | 2018–19        | Isthmian League South Central Division | 4           | 0           | 1      | 0      | —          | —          | 1      | 0      | 6      | 0     |
| Total                         | Total          | 29                                     | 0           | 3           | 0      | 0      | 0          | 4          | 0      | 36     | 0      |       |
| Tooting & Mitcham United      | 2018–19        | Isthmian League South Central Division | 25          | 2           | —      | —      | —          | —          | 0      | 0      | 25     | 2     |
| Maidstone United              | 2019–20,       | National League South                  | 28          | 0           | 5      | 2      | —          | —          | 2      | 0      | 35     | 2     |
| Maidstone United              | 2020–21,       | National League South                  | 4           | 0           | 1      | 0      | —          | —          | 2      | 1      | 7      | 1     |
| Maidstone United              | Total          | Total                                  | 32          | 0           | 6      | 2      | 0          | 0          | 4      | 1      | 42     | 3     |
| Dagenham & Redbridge (prêt)   | 2020–21        | National League                        | 11          | 0           | —      | —      | —          | —          | —      | —      | 11     | 0     |
| Chesterfield                  | 2021–22        | National League                        | 37          | 6           | 3      | 1      | —          | —          | 2      | 0      | 42     | 7     |
| Swindon Town                  | 2022–2023      | League Two                             | 35          | 1           | 1      | 0      | 0          | 0          | 1      | 0      | 37     | 1     |
| Swindon Town                  | 2023–2024      | League Two                             | 31          | 1           | 1      | 0      | 1          | 0          | 0      | 0      | 33     | 1     |
| Swindon Town                  | 2024–2025      | League Two                             | 0           | 0           | 0      | 0      | 0          | 0          | 0      | 0      | 0      | 0     |
| Swindon Town                  | Total          | Total                                  | 66          | 2           | 2      | 0      | 1          | 0          | 1      | 0      | 70     | 2     |
| Tranmere Rovers (prêt)        | 2024–2025      | League Two                             | 10          | 0           | 0      | 0      | 0          | 0          | 0      | 0      | 10     | 0     |
| Total carrière                | Total carrière | Total carrière                         | 233         | 10          | 14     | 3      | 1          | 0          | 13     | 1      | 261    | 14    |